# Caça esportiva

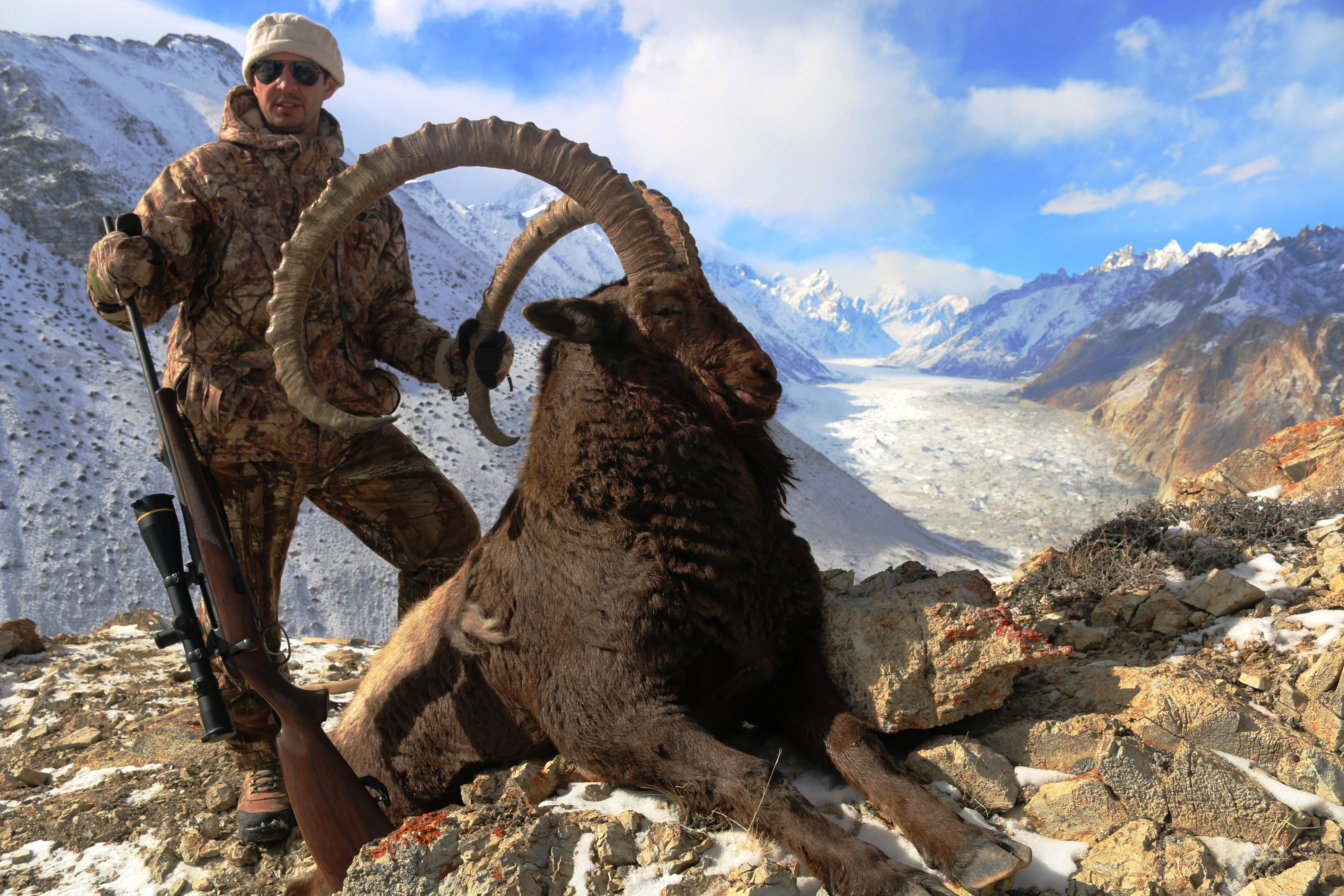
Caçador esportiu amb un íbex de Sibèria al Pakistan

La caça esportiva o caça de trofeus és la caça d'animals salvatges com a activitat de lleure. Els caçadors esportius solen conservar una part de l'animal com a trofeu i símbol de l'èxit de la caça. L'objecte de la caça és habitualment un mascle de grans dimensions o ornaments cridaners, com ara banyes grosses. Alguns països venen autoritzacions per caçar animals salvatges. Per exemple, el 2014 costava 30.000 dòlars matar un elefant o un lleó a Botswana, mentre que un guepard en costava uns 7.000, un búfal o una girafa més de 3.500 i una zebra menys de 2.000. La bibliografia científica ha demostrat que la caça esportiva no és un mètode eficaç per controlar les poblacions d'animals com els senglars.